# Stellifer chrysoleuca
Stellifer chrysoleuca är en fiskart som först beskrevs av Günther, 1867.  Stellifer chrysoleuca ingår i släktet Stellifer och familjen havsgösfiskar. IUCN kategoriserar arten globalt som livskraftig. Inga underarter finns listade i Catalogue of Life.